# Rdza żółta zbóż i traw
Rdza żółta zbóż i traw, lub rdza żółta (ang. rust of wheat) – grzybowa choroba zbóż wywołana przez Puccinia striiformis. Należy do grupy chorób zwanych rdzami.

## Występowanie i szkodliwość
Puccinia striiformis jest rozprzestrzeniona na całym świecie. Poraża ponad 40 gatunków roślin trawiastych i zbóż. Wśród zbóż są to pszenica zwyczajna (Triticum aestivum), pszenica twarda (Triticum durum), pszenica płaskurka (Triticum dicoccon), dziko rosnąca pszenica Triticum dicoccoides, niektóre odmiany jęczmienia zwyczajnego (Hordeum vulgare), żyto zwyczajne (Secale cereale), pszenżyto (Triticosecale). Najsilniej atakuje pszenicę, słabiej jęczmień, a najmniej żyto i pszenżyto. Powoduje zmniejszenie plonu, zdrobnienie ziarna oraz obniżenie jego wartości odżywczej.
Dzięki występującemu w cyklu życiowym rozmnażaniu płciowemu P. striiformis cechuje duża zmienność. Wytworzyła ona w poszczególnych rejonach uprawy liczne rasy fizjologiczne.

## Objawy
Na liściach zbóż pojawiają się ułożone w równoległe pasma wzdłuż nerwów liścia żółte lub pomarańczowe grudki urediniów. Nasilenie objawów zależy od odporności danej odmiany na tego patogena. U odpornych odmian pszenicy albo zupełnie brak objawów, albo są to słabo widoczne drobne grudki otoczone chlorotycznymi obszarami martwej tkanki. Na siewkach uredinia wytworzone przez infekcję pojedynczej urediniospory nie są ograniczone przez nerwy liściowe, ale stopniowo z miejsca zakażenia rozprzestrzeniają się we wszystkich kierunkach, potencjalnie pokrywając całą powierzchnię liścia. Pojedyncze uredinium jest podłużne, o długości 0,4–0,7 mm i szerokości 0,1 mm. Choroba może porażać także kłosy, plewki i ziarna. Silnie porażone liście obumierają i zasychają, a na ich dolnej stronie pojawiają się brunatnoczarne, koralikowate telia tworzące długie skupiska.

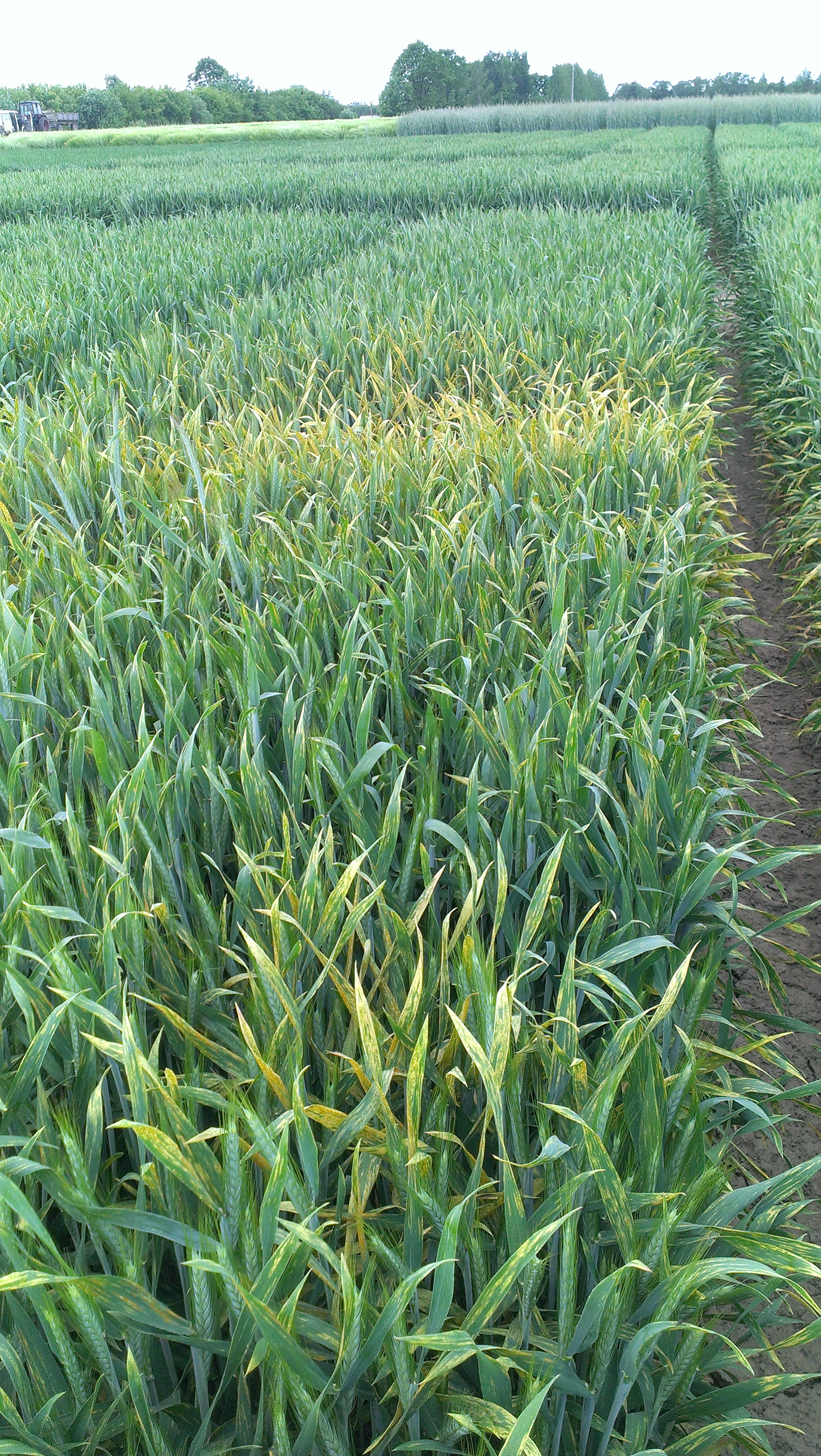
Plantacja porażona rdzą żółtą
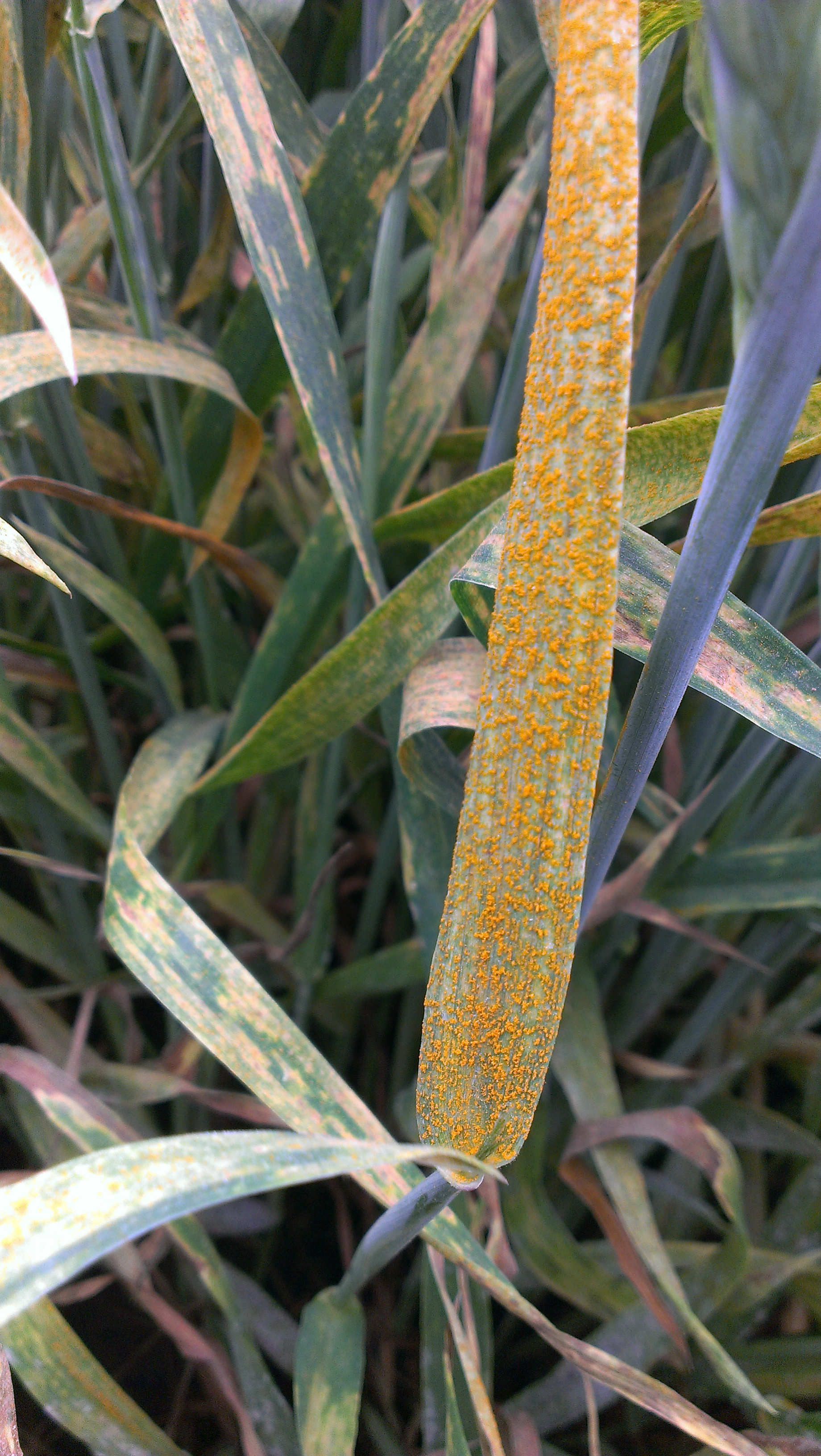
Uredinia na liściu
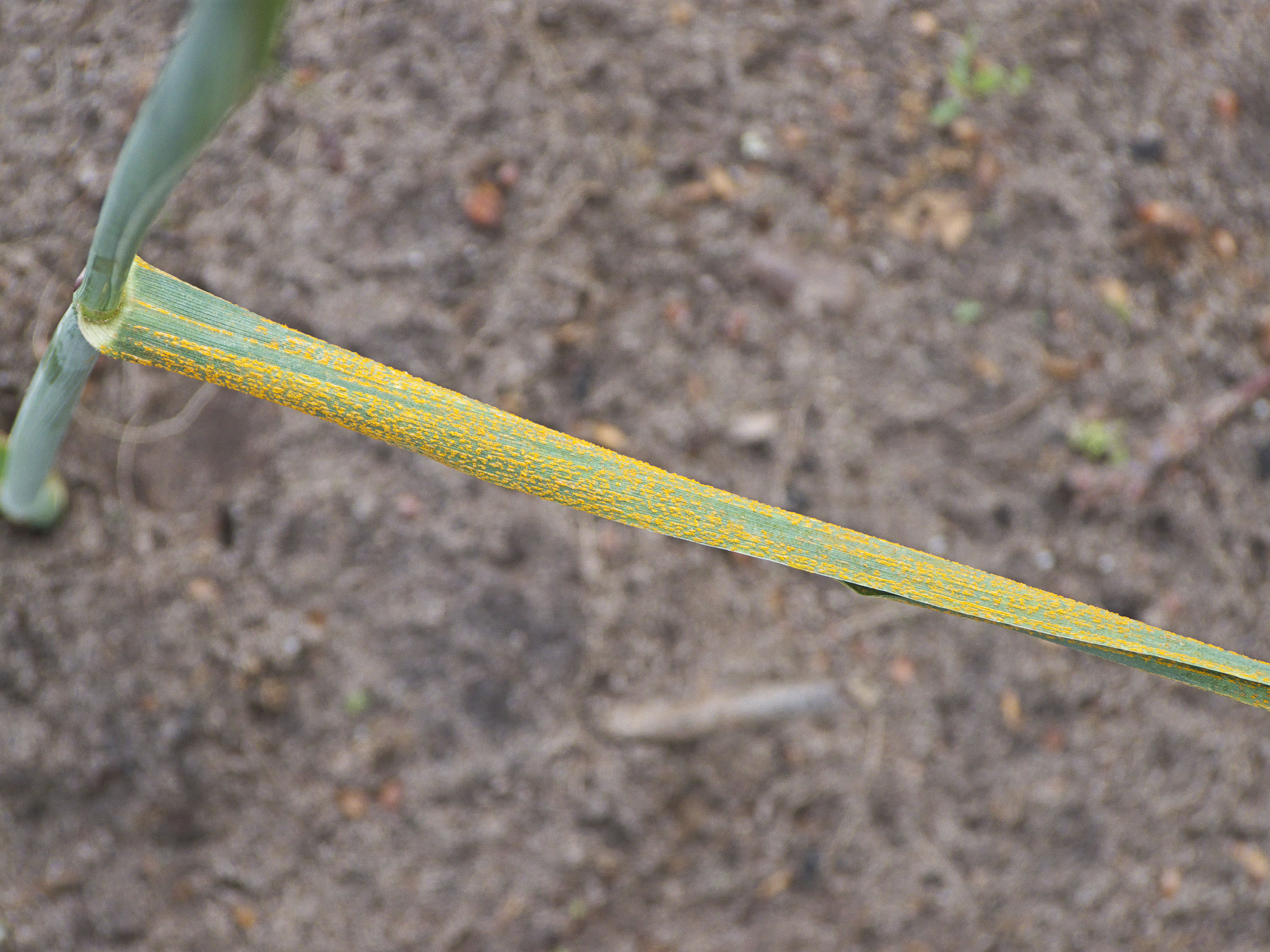
Uredinia na liściu
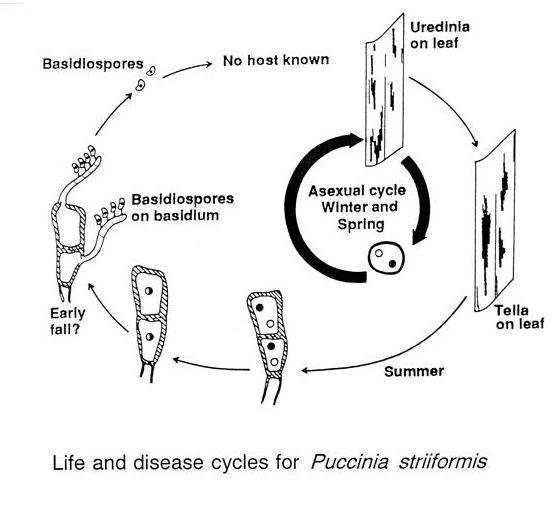
Cykl życiowy

## Epidemiologia
Choroba nie przenosi się przez ziarno. Zboża infekowane są przez powstające w urediniach urediniospory roznoszone przez wiatr. Wytwarzane w teliach teliospory nie infekują zbóż, ich rola była nieznana. Dopiero w 2010 roku przypadkowo znaleziono spermogonia i ecja Puccinia striiformis na berberysie chińskim i berberysie koreańskim rosnących w pobliżu plantacji pszenicy porażonej przez rdzę żółtą. Po sztucznej inokulacji ecjosporami z berberysu na roślinach trawiastych rozwinęła się grzybnia, która wytworzyła typowe dla P. striiformis uredinia i telia. Telia jeszcze w tym samym roku jesienią, lub w następnym na wiosnę kiełkują. Roznoszone przez wiatr infekują berberys. Tak więc wykryto drugiego żywiciela tego patogenu. Powstające na berberysach ecjospory mogą infekować zboża. Wiatr może je przenosić na setki, a nawet tysiące kilometrów.
Rozwojowi rdzy żółtej zbóż i traw sprzyja wysoka wilgotność oraz temperatury w granicach 8–15 °C. Przy temperaturze poniżej 0 °C, lub powyżej 21 °C rozwój choroby zostaje zatrzymany. Z tego powodu chorobie sprzyja wczesny siew. Osypywanie się ziarniaków oraz duże natężenie choroby w roku poprzednim to również czynniki zwiększające ryzyko infekcji.

## Ochrona
Zapobiega się chorobie lub ogranicza jej rozmiar poprzez:
- uprawianie odmian o podwyższonej odporności na patogena,
- usuwanie z pola resztek pożniwnych,
- niszczenie samosiewów, są one bowiem żywicielami patogenów,
- terminowe wykonywanie podorywek i orki,
- wysiew nasion w przepisowej gęstości. Zbyt gęsty wysiew powoduje zagęszczenie sprzyjające rozwojowi choroby,
- unikanie przenawożenia azotem[7].

Gdy porażenie przekroczy próg szkodliwości, konieczne jest opryskiwanie fungicydami. Sens ma opryskiwanie wykonane zaraz na początku rozwoju choroby, gdy choroba w pełni się rozwinie, opryskiwanie jest nieskuteczne. W rejonach o dużym ryzyku wystąpienia tej choroby należy opryskiwać profilaktycznie (czyli nawet przed pojawieniem się objawów choroby). Zaleca się wykonać to na początku fazy strzelania w źdźbło i w okresie kłoszenia. Stosuje się fungicydy wskazane w aktualnym programie ochrony zbóż, i w przewidzianych w tym programie dawkach.